# Flagge der Niederländischen Antillen
Die Flagge der Niederländischen Antillen wurde in ihrer letzten Version erstmals am 1. Januar 1986 gesetzt.

## Beschreibung
Die Flagge zeigt auf weißem Hintergrund einen vertikalen roten Streifen. Darüber liegt in horizontaler Richtung ein blauer Streifen.
Im Kreuzungspunkt sind fünf weiße, fünfzackige Sterne im Oval angeordnet. Sie symbolisieren die fünf Hauptinseln Bonaire, Curaçao, Saba, Sint Eustatius und Sint Maarten.

## Geschichte
Erstmals wurde die Flagge, noch mit sechs Sternen, am 15. Dezember 1959 gesetzt. Der sechste Stern symbolisierte Aruba, das allerdings 1986 ein eigenständiges autonomes Gebiet wurde. Mit der Auflösung der Niederländischen Antillen als Landesteil des Königreiches der Niederlande am 10. Oktober 2010 wird die Flagge offiziell nicht mehr gebraucht.

Flagge von 1959 bis 1985
Gouverneursflagge von 1966 bis 1985
Gouverneursflagge von 1986 bis 2010

Flaggen der einzelnen Inseln
Aruba
Bonaire
Curaçao
Saba
Sint Eustatius
Sint Maarten